# 巢州
巢州，唐朝时设置的州。
武德三年（620年）置，治所在襄安县（今安徽省巢湖市）。辖境相当今安徽巢湖市和无为县西北地。属淮南道。七年（624年），废为巢县。